# Spekter
Spékter (angleško spectrum) v večini primerov pomeni porazdelitev med raznolikimi možnostmi med obema skrajnostma. V preteklosti je imela beseda nekoliko drugačen pomen. Pri valovanju je spekter porazdelitev gostote energijskega toka valovanja po frekvenci. Kadar je porazdelitev diskretna, se govori o črtastem spektru, kadar je zvezna, pa o zveznem spektru.
Spekter izsevanega valovanja je emisijski spekter, spekter prepuščenega valovanja absorpcijski spekter, spekter odbitega valovanja pa odbojni spekter.

## Zvezni in črtasti spekter
Pri zveznem spektru so v izsevanem valovanju zastopane vse frekvence na danem intervalu. Na abscisi se podaja frekvenco, na ordinati pa del energijskega toka ΔP, izsevanega s frekvenco med ν in ν + Δν, v limiti {\displaystyle \Delta \nu \rightarrow 0}. Skupni energijski tok se dobi tako, da se kvocient {\displaystyle \mathrm {d} P/\mathrm {d} \nu } integrira po vsem območju frekvenc, kjer je {\displaystyle \mathrm {d} P/\mathrm {d} \nu } različen od nič:
{\displaystyle P=\int {\frac {\mathrm {d} P}{\mathrm {d} \nu }}\mathrm {d} \nu \!\,.}
Zvezni spekter je značilen za spekter šuma pri zvoku in za emisijske ali absorpcijske spekter trdnin in kapljevin.
Pri črtastem spektru so v izsevanem valovanju zastopane le spektralne komponente pri diskretnih frekvencah. Na abscisi se podaja frekvenco, na ordinati pa del izsevanega energijskega toka. Komponente valovanja pri diskretih frekvencah se imenujejo spektralne črte. Skupni energijski tok se dobi tako, da se sešteje prispevke vseh spektralnih črt:
{\displaystyle P=P_{1}+P_{2}+P_{3}+\ldots \!\,.}
Črtasti spekter je značilen spekter zvena pri zvoku in za emisijske ali absorpcijske spekter plinov.